# Jarluty Duże
Jarluty Duże (prononciation : [jarˈlutɨ ˈduʐɛ]) est un village polonais de la gmina de Regimin dans le powiat de Ciechanów de la voïvodie de Mazovie dans le centre-est de la Pologne.
Il se situe à environ 6 kilomètres au nord de Regimin (siège de la gmina), 15 kilomètres au nord-ouest de Ciechanów (siège du powiat) et à 91 kilomètres au nord de Varsovie (capitale de la Pologne).

## Histoire
De 1975 à 1998, le village appartenait administrativement à la voïvodie de Ciechanów.